# Kasteel Trausnitz
Kasteel Trausnitz (Duits: Burg Trausnitz) is een middeleeuws kasteel in Landshut in Beieren (Duitsland). Het Huis Wittelsbach huisde hier van 1255 tot 1503. Het kasteel werd in 1204 gebouwd door Lodewijk de Kelheimer, en ligt op de top van een heuvel. De bouw duurde tot 1235. In dat jaar bezocht Keizer Frederik II het kasteel.